# Jewish Quarterly Review
La Jewish Quarterly Review (souvent abrégée JQR) est le plus ancien journal d'études juives en langue anglaise, fondé en 1888-9 par Israel Abrahams et Claude Montefiore en tant que prolongement de la Wissenschaft des Judentums. 
Contenant principalement des articles scientifiques sur la littérature et l'histoire juives, elle a plus rarement traité de sujets théologiques. C'est dans ses pages que sont parues de nombreuses découvertes de Solomon Schechter sur la Gueniza du Caire, à commencer par les fragments du Siracide, souvent en fac-similé. 
De grands noms de la science juive y ont publié leurs travaux, parmi lesquels Hartwig Hirschfeld, Alexander Altmann, Solomon Zeitlin, Louis Ginzberg, Michael Friedländer, Elkan Nathan Adler, A. Neubauer, W. Bacher, M. Steinschneider, Israel Zangwill, etc.
Les conventions de translittération de l'hébreu en anglais ont été reconnues comme la norme académique.